# Antonio Giménez Escribano
Antonio Giménez Escribano, a menudo citado como Antonio Jiménez Escribano o Antonio Escribano, (Salamanca, 27 de abril de 1902-Madrid, 7 de agosto de 1972) fue un abogado, guionista y actor de cine español.

## Biografía
Obtuvo la Licenciatura en Derecho y ejerció como abogado hasta 1957. Luego dejó su trabajo y se trasladó a Madrid a trabajar como actor. En los dieciséis años que duró su carrera cinematográfica participó en alrededor de una noventena de películas, básicamente en papeles secundarios y de reparto. En tres de sus películas, concretamente en Relevo para un pistolero, Los cuatreros y Tumba para un forajido, también participó en la elaboración de los  guiones.

## Filmografía
- Mensajeros de paz (1957)
- Un hecho violento (1958)
- Buen viaje, Pablo... (1959)
- Una gran señora (1959)
- La vida alrededor (1959)
- Llegaron los franceses (1959)
- Los tramposos (1959)
- Tenemos 18 años (1959)
- Ama Rosa (1960)
- Crimen para recién casados (1960)
- ¿Dónde vas triste de ti? (1960)
- El cochecito (1960)
- El Litri y su sombra (1960)
- La fiel infantería (1960)
- La mentira tiene cabellos rojos (1960)
- La reina del Tabarín (1960)
- Labios rojos (1960)
- Los golfos (1960)
- Y el cuerpo sigue aguantando (1960)
- El indulto (1961)
- ¡Aquí están las vicetiples! (1961)
- Festival en Benidorm (1961)
- Ella y los veteranos (1961)
- Fray Escoba (1961)
- Julia y el celacanto (1961)
- Rosa de Lima (1961)
- Martes y trece (1961)
- Destino: Barajas (1962)
- Fra Diavolo (1962)
- Las tres espadas del Zorro (1962)
- Llovidos del cielo (1962)
- Mi adorable esclava (1962)
- Vampiresas 1930 (1962)
- El sol en el espejo (1963)
- Chica para todo (1963)
- Eva 63 (1963)
- La casta Susana (1963)
- Misión en el estrecho (1963)
- Pacto de silencio (1963)
- Rififí en la ciudad (1963)
- El mundo sigue (1963)
- La muerte silba un blues (1964)
- Diálogos de la paz (1964)
- Héroes del Oeste (1964)
- Relevo para un pistolero (1964)
- Un puente sobre el tiempo (1964)
- Los cuatreros (1965)
- La cesta (1965)
- La frontera de Dios (1965)
- La venganza de Clark Harrison (1965)
- La vuelta (1965)
- Minnesota Clay (1965)
- Tumba para un forajido (1965)
- Nueve cartas a Berta (1965)
- Miss Muerte (1966)
- Cartas boca arriba (1966)
- El mejor tesoro (1966)
- La otra orilla (1966)
- Residencia para espías (1966)
- Una novia relámpago (1966)
- La balada de Johnny Ringo (1966)
- El milagro del cante (1967)
- La esclava del paraíso (1967)
- La muchacha del Nilo (1967)
- Los 7 de Pancho Villa (1967)
- O.K. Yevtushenko (1967)
- Agonizando en el crimen (1968)
- Homicidios en Chicago (1968)
- La marca del hombre lobo (1968)
- S.O.S. invasión (1968)
- Texas el rojo (1968)
- Villa cabalga (1968)
- Aguias em Patrulha (1969)
- Cuatro desertores (1969)
- Gallos de pelea (1969)
- La que arman las mujeres (1969)
- Las joyas del diablo (1969)
- Ivanna (1970)
- Carmen Boom (1971)
- El Zorro caballero de la justicia (1971)
- El Zorro de Monterrey (1971)
- ¿Es usted mi padre? (1971)
- La muerte busca a un hombre (1971)
- Necrophagus (1971)
- El vampiro de la autopista (1971)
- La llamada del vampiro (1972)
- Uno, dos, tres... dispara otra vez (1973)